# كتاب الطبقات الكبير
كتاب الطبقات الكبير لمحمد بن سعد بن منيع البصري الزهري المشهور بابن سعد، من أهم الكتب التي ألفت في الطبقات وتراجم الرجال، ولم يسبقه في هذا الموضوع إلا «كتاب الطبقات» لشيخه الواقدي، غير أن كتاب الواقدي لم يصل إلينا، ويُقال إن ابن سعد أفاد منه كثيراً.
يعد كتاب الطبقات الكبير مرجعًا في السيرة النبوية والتراجم والتواريخ، حيث تناول فيه مصنفه السيرة النبوية المطهرة، عارضًا لمن كان يفتي بالمدينة المنورة، ولجمع القرآن الكريم، ثم قدم تراجم للصحابة ومَن بعدهم من التابعين وبعض الفقهاء والعلماء. ومن منهج المصنف في الكتاب أنه يذكر اسم العلم المترجم له، ونسبه، وإسلامه، ومآثره، وما ورد في فضله في ترجمة مطولة، وقد بلغ عدد الأعلام المترجم لهم 4725 علمًا، ويُعد هذا الكتاب من أقدم الكتب التي وصلت إلينا من كتب التواريخ الجامعة لرواة السنة النبوية من ثقات وضعفاء، وهو مرتب على الطبقات، وقد تكلم على الرواة جرحًا وتعديلًا.

## اسم المؤلف ونسبه ولقبه وكنيته

صورة لغلاف نسخة أخرى من الكتاب

هو: محمد بن سعد بن مَنِيع (بفتح أوّله وكسر النون وسكون المثناة تحت الياء ثم عين مهملة) البصري الزهري، ولم يتجاوز جميعُ من ترجمه جدّه منيعاً.
وأما نسبه، فالأكثر على أنه مولى لبني هاشم،، وفسّر هذا الولاء تلميذه الحسين بن الفهم، فقال: «هو مولى الحسين بن عبد الله بن عبيد الله بن العباس بن عبد المطلب». ولا يعني هذا أنّه هو نفسه مولى للحسين بن عبد الله، فقد يكون جدّه هو المولى، وربما أبوه، لأن هذا الفرع من البيت العبّاسي قد انقرض بموت الحسين بن عبد الله، فقد توفّي الحسين سنة 140هـ، ولم يخلف بعده سوى ابنه عبد الله ومات ولم يعقب.
ويُشار إلى ابن سعد بأنه زهري، نسبة إلى زهرة بن كلاب من قبيلة قريش، وهذا الاضطراب في نسبته يسبب حيرة من ولائه بين بني هاشم وبني زهرة، لكن الراجح هو اللقب الأول؛ لأن تلامذته هم الذين نسبوه إلى ذلك النسب، وتلامذته هم أعرف الناس به، ويُحتمل أنه انتسب إلى بني زهرة ثم إلى بني هاشم أو العكس.
ويُكنَّى ابن سعد بـأبي عبد الله، وهذه الكنية لا تدل على أنه تزوج ورزق ولداً سماه عبد الله، لا سيما أنه لا يوجد ما يشير إلى أسرته وعائلته في جميع المصادر التي ترجمت له. كما يُعرف بلقب كاتب الواقدي، وصاحب الواقدي، والأول أكثر استعمالاً، وقد يكتفي بعضهم بلفظ الكاتب، وانفرد السمعاني بقوله: «ويعرف بـغلام الواقدي»،، وقد لُقّب بهذه الألقاب بسبب ملازمته لشيخه محمد بن عمر الواقدي.

## اسم الكتاب ونسبته للمؤلف

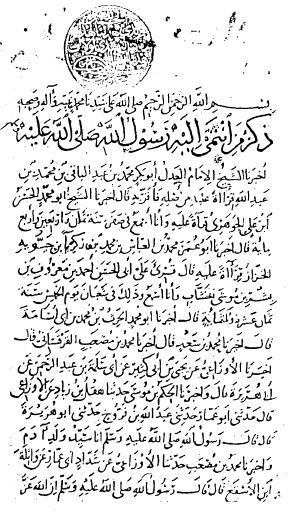
صورة عن الصفحة الأولى من المجلد الأول للنسخة الخطية المحفوظة بمكتبة أحمد الثالث في إسطنبول

### اسم الكتاب
ذكر العلماء كتاب الطبقات الكبير باسمين:
- الاسم الأول: الطبقات الكبير، حيث جاء هذا الاسم مثبتاً هكذا في أكثر من نسخة من نسخ الكتاب الخطية،[22]، كما جاء هذا الاسم أيضاً في عدد من المصادر المطبوعة.[23]
- الاسم الثاني: الطبقـات الكبرى، حيث جـاء مسمى هكذا في بعض المصادر،[24] وهذه التسمية أشهر من الأولى.

وقد يجرّد بعض العلماء الكتاب عن وصفه فيقول: كتاب الطبقات،" كما فعل تلميذ المصنف الحسين بن الفهم، حيث قال: «... وهو الذي ألّف هذا الكتاب، كتاب الطبقات، واستخرجه وصنفه». وكذا فعل تلميذه البلاذري في كتاب أنساب الأشراف. ويقع أصل كتاب الطبقات في خمسة عشر مجلداً.

### نسبته للمؤلف
لم يرد في المراجع أن هناك أدنى شك أن هذا الكتاب، كتاب الطبقات الكبير، لمحمد بن سعد، ومما يدل على ذلك أمور عدة، منها:
1. استفاضة هذا الكتاب وشهرته لدى أهل العلم قديماً وحديثاً، حتى إنهم لا يذكرون هذا الكتاب إلا مقروناً بابن سعد غالباً.
2. جاء في ترجمة ابن سعد التي كتبها تلميذه الحسين بن الفهم: «وهو الذي ألّف هذا الكتاب، كتاب الطبقات، واستخرجه وصنَّفه وروي عنه».[26]
3. أن كل من ترجم لابن سعد ذكر هذا الكتاب ونسبه إليه.
4. إسناد الكتاب المثبت على النّسخ الخطية،[29] وكذا في أول النسخ المطبوعة،[30] ينتهي إلى محمد بن سعد مؤلّف كتاب الطبقات.
5. الأسانيد الواردة في الكتاب عن شيوخه هي الأسانيد نفسها التي يرويها عنه تلامذته، وهم: الحارث بن أبي أسامة، والبلاذري، وابن أبي الدنيا، والحسين بن الفهم.

## موضوعه

### ينقسم كتاب الطبقات إلى قسمين رئيسين

#### القسم الأول
يتعلق بسيرة النبي محمد، وقد أبدع ابن سعد في هذا القسم، وظهر فيه- بالإضافة إلى كونه من المحدّثين- بشخصية المؤرخ البصير المطلع، حيث تناول فيه كل ما يتعلق بالسيرة النبوية، وخدم هذا الموضوع بمقدمات وممهدات لفترة ما قبل النبوة والرسالة، وأضاف فصولاً وأبواباً يندر أن تجدها مجتمعة (هكذا) عند غيره، بأسلوب سهل سلس محبوك الفصول والأبواب، مدعوماً بالروايات المسندة التي سمعها من شيوخه، أو مما استقاه من مصادر أخرى سبقته.
ويمكن إجمال موضوعات هذا القسم في النقاط الآتية:
1. الأمور المتعلقة برسول الله قبل مولده، من نسبـه الشـريف، وعلاقته بالأنبيـاء قبله- بدءاً بآدم عليه السلام، ثم من بعده ممّن له صلة برسالة النبي، فذكر إدريس ونوحاً وإبراهيم وإسماعيل عليهم السلام- ثم أسرته، وزواج والديه، والحمل به، ووفاة والده، وولادته وما يتعلق بها من أسمائه وكنيته ومرضعاته، ثم وفاة أمّه آمنة، وكفالة عمّه أبي طالب له.
2. أحواله قبل البعثة، وما يتعلق بذلك من تواريخ وأحداث مرت به، وفيه
- ذكر رعيه الغنم بمكة.
- ذكر حضوره حرب الفجار.
- ذكر حضوره حلف الفضول.
- ذكر خروجه إلى الشام المرّة الثانية.
- ذكر زواجه بخديجة رضي الله عنها.
- ذكر أولاده وتسميتهم.
- ذكر إبراهيم بن محمد.
- ذكر حضوره هدم قريش الكعبة، وبناءها.
- ذكر نبوة رسول الله.
- ذكر من تسمّى في الجاهلية بمحمد رجاء أن تدركه النبوة.
- ذكر علامات النبـوة بعد نزول الوحي، سـواء ما كان في مكـة أو المدينة.

3. مبعثـه وما بعث به حتى هجـرته، وما تعلق بذلك من أحداث جرت له ولأصحابه في تلك المرحلة.
4. هجرته وما وقع فيها من أحداث، وما فعله حين قدم المدينة من مؤاخاة بين المهاجرين والأنصار، وبناء المسجد، وما جرى فيها من نزول بعض الأحكام كصيام رمضان وزكاة الفطر وصـلاة العيدين والأضحية ونحوها.
5. كتابتـه للملوك والعظماء ووجهـاء الناس في عصره، يدعوهم للإسلام.
6.	وفادات العرب عليه، وذكر فيه اثنين وسبعين (72) وفداً.
7.	صفته الخَلْقية والخُلقية، وأحواله في معيشته، ونسائه، وعبادته ولباسه، وأدواته، ودوابه، وخدمه، ومواليه، وبيوته، وصدقاته، والآبار التي شرب منها.
8.	مغازيه وسراياه، وعمره، وحجة الوداع.
9.	مرضه ووفاته، وما حصل أثناء ذلك من أمور، مع ذكر من رثى النبي.
وهذه السيرة المطولة بمثابة مدخل لكتاب الطبقات، وهي جزء أساسي لا ينفك عمّا يأتي بعدُ من إحداث منهجية تقسيم الرجال والنساء إلى طبقات، وتقديم بعضهم على بعض، وإضفاء المصطلحات والألقاب المميزة لدرجاتهم حسب قربهم وبعدهم عن الرسول.
- الأول: الجانب التاريخي، حيث سرد فيه الأحداث والوقائع بتسلسل زمني.
- الثاني: الجانب المتعلق بصاحب السيرة، حيث جعله المحور الذي يربط بين هذه الأحداث والوقائع.

#### القسم الثانى
يتعلق بطبقات الصحابة والتابعين فمن بعدهم، وقد أفصح عن ذلك مؤلِّف الكتاب حيث قال في أوّل الطبقات:«تسمية من أحصينا من أصحاب رسول الله، من المهاجرين والأنصار وغيرهم، ومن كان بعدهم من أبنائهم وأتباعهم من أهل الفقه والعلم والرواية للحديث، وما انتهى إلينا من أسمائهم وأنسابهم وكناهم وصفاتهم طبقة طبقة».
وراعى ابن سعد في ترتيبه للطبقات عدة جوانب: نوعي، وزماني، ومكاني، ونسبي، وعلو الرواية والإسناد.
وقسم تـراجم الطبقات إلى قسمين: قسم للرجـال، ويمثل مـعظم الكتاب، وآخر للنساء يمثل جزءاً يسيراً من الكتاب.
وجعل الصحابة خمس طبقات، مراعياً في تقسيمه هذا السبق في الإسلام والفضل، ثم راعى في إيراد التراجم داخل كل طبقة عنصر النسب والشرف.

#### طبقات الصحابة

##### الطبقة الأولى
وهم أهل بدر، بدأهم برسول الله، ثم الأقرب فالأقرب إليه في النسب، فذكر من شهدها من بني هاشم ومواليهم، ثم من شهدها من بني عبد شمس وحلفائهم ومواليهم، ثم من شهدها من بني أسد بن عبد العزى وحلفائهم، ثم من شهدها من بني عبد الدار وعبد ابن قصي ثم من شهدها من بني زهرة وحلفائهم، ثم من شهدها من بني تيم بن مرة ومواليهم، وهكذا حتى أنهى بطون قريش.
ثم بدأ بذكر الأنصار؛ فبدأ بالأوس قبل الخزرج، حتى أنهى بطون الأوس، ويذكر مع كل بطن مواليهم وحلفاءهم، ثم بدأ بذكر بطون الخزرج وحلفائهم ومواليهم، وأنهى الحديث عن الطبقة الأولى بالحديث عن النقباء الإثنى عشر في بيعة العقبة.

##### الطبقة الثانية
وهم من لم يشهد بدراً ولهم إسلام قديم، وقد هاجر عامتهم إلى الحبشة، وشهدوا أحداً وما بعدها. وسلك في ترتيبهم المسلك السابق في الطبقة الأولى.

##### الطبقة الثالثة
وهم من شهد الخندق وما بعدها، ومن أسلم فيما بين الخندق وفتح مكة. واتّبع في ترتيبهم نفس الترتيب السابق.

##### الطبقة الرابعة
وهم من أسلم عند فتح مكة، وما بعد ذلك.

##### الطبقة الخامسة
وهم من قبض رسول الله وهم أحداث الأسنان، ولم يغز منهم أحد مع الرسول، وقد حفظ عامتهم ما حدثوا به عنه، ومنهم من أدركه ورآه ولم يحدث عنه شيئاً.
وبعد انتهاء ابن سعد من ذكر طبقات الصحابة، والقائمة أساساً على العنصر الزماني، أتبعهم بذكر طبقات التابعين ومن بعدهم، مراعياً في ذلك عنصراً آخر، وهو العنصر المكاني، حيث رتبهم بحسب البلدان التي نزلوها واستقروا بها.
فبدأ بالمدينة النبوية باعتبارها دار الهجرة، وعاصمة الإسلام، ثم مكة، فالطائف، فاليمن، فاليمامة، فالبحرين، ثم الكوفة، والبصرة، وواسط، والمدائن، وبغداد، وخراسان، والرّي، وهمدان، وقم، والأنبار، ثم الشـام والجزيرة، والعواصم والثغور، ثم مصـر، وأيلـة، وإفريقيـة والأندلس.

## منهج ابن سعد في ايراد أخباره

### طريقة المؤلف في تسلسل الأبواب والأحداث والوقائع
أورد ابن سعد في هذا القسم طائفة من تراجم المهاجرين، ثم أعقبهم بتراجـم الأنصار، ومن الملاحظ أن ابن سـعد راعى في ترتيبهم الأسبقية إلى الإسلام، حيث بدأ بالبدريين قبل غيرهم، وفي داخل طبقات البدريين أنفسهم راعى ترتيباً آخر هو عنصر النسب، حيث رتبهم حسب قربهم من النسب النبوي الشريف، فقدم المهاجرين على الأنصار بناءً على هذا الأساس.
وفي المهاجرين بدأ ببني هاشم، وأول من ذكره فيهم حمزة بن عبد المطلب عم النبي، وختم بطون قريش ببني فهر بن مالك بن النضر، وأول من ذكره فيهم أبا عبيدة بن الجراح.
وفي الأنصار بدأ بالأوس ثم الخزرج، فبدأ ببني عبد الأشهل مقدما فيهم سعد بن معاذ البدري العقبي النقبي، ثم بني حارثة، ثم بني ظفر... وهكذا حتى أتى على آخر بطون الأوس، ويذكر مع كل بطن مواليهم وحلفائهم غالباً. وبعد أن أنهى بطون الأوس بدأ بذكر بطون الخزرج، فبدأ ببني غنم بن مالك بن النجار مقدماً فيهم الصحابي الجليل أبا أيوب الأنصاري، ثم بني عمرو بن مالك بن النجار، ثم بني عامر بن مالك بن النجار... وهكذا حتى أتى على آخر بطون الخزرج، ويذكر مع كل بطن مواليهم وحلفائهم غالباً.
وبعد أن أنهى بطون الأوس والخزرج أفرد باباً خاصاً للنقباء الاثنى عشر الذين اختارهم رسول الله من الأنصار ليلة العقبة بمنى.
وجعل ابن سعد الصحابة الكرام المحور الأساسي الذي يربط بين الأحداث والوقائع التي جرت في عهدهم، فهو يذكر في ترجمة الصحابي ما وقع له من أحداث ووقائع، ويقتصر في تلك الأحداث على ما يخدم ترجمة ذلك الصحابي دون إسهاب في ذكر أحداث تلك الوقائع، إذ هي تأتي تبعاً للترجمة.
ومن أبرز تلك الوقائع التي ذكرها المؤلف موزعة ضمن تلك التراجم: غزوة مؤتة (وكانت بين المسلمين والروم)، وحادثة سقيفة بني ساعدة (وفيها كان اجتماع المهاجرين والأنصار لاختيار الخليفة بعد وفاة رسول الله)، ويوم اليمامة (وهو أشهر معارك حروب الردة)، ومعركة القادسية (وكانت بين المسلمين والفرس)، وعام عمـواس (وهي الواقعة التي استشهد فيها عدد كبير من الصحابة بالشـام بسبب الطاعون)، ويوم صفين (وهي الواقعة التي جرت بين علي بن أبي طالب ومعاوية)، وغزو القسطنطينية(وكانت في عهد معاوية)، وغيرها.
ويذكر ابن سعد في تراجم الصحابة من شهد منهم تلك الوقائع والأحداث، أو من كان له فيها رأي بارز، أو من قُتل بها، هذا بالإضافة إلى عنايته بصفة خاصة بذكر المشاهد التي شهدها صاحب الترجمة مع رسول الله من غزوات ونحوها، حتى لا تكاد تخلو ترجمة من ذلك.
وقد تنوعت التراجم في كتاب الطبقات من حيث الطول والتوسط والاختصار الشديد، وذلك حسب توفر عناصر الترجمة لدى المؤلف، وشهرة المترجم له أو عدمها.
ويمكن إجمال عناصر الترجمة في النقاط التالية:
1. إذا كانت الترجمة مطولة قسم الكلام فيها على موضوعات وجعل لها عناوين، كما فعل في تراجم الخلفاء الأربعة. ففي ترجمة عمر بن الخطاب مثلاً بعد أن ذكر اسمه ونسبه وأولاده ونساءه ومنزله أفرد عنوانا خاصاً في ذكر إسلام عمر[77]، ثم عنواناً آخر في ذكر هجرته وإخائه[78]، ثم عنواناً آخر في ذكر استخلافه[79]، ولم يلتزم هذا التقسيم في بعض التراجم المطولة، كترجمة سعد بن معاذ مثلاً[80]، وترجمة معاذ بن جبل[81]، وغيرهما.
2. يذكر اسم المترجم ونسبه، ويرفعه إلى آبائه وأجداده، ويذكر أمه وينسبها أيضاً، وينبه على أمه هل هي من المبايعات أو المهاجرات، أو يسكت.[82]
3. يذكر ما للمترجم من نسوة وأولاد.[83]
4. اهتم بذكر كنى الصحابة، حتى أنه يورد أحياناً إسناداً بكامله من أجل التنصيص على كنية المترجم.[84]
5. يهتم كثيراً بوقت إسلام المترجم له، وهل هو من السـابقين الأولين ممن أسلم قبل دخول رسول الله دار الأرقم، أو بعد ذلك، ويورد في ذلك نصوصاً مسندة.[85]
6. يهتم كثيراً بذكر منازل المهاجرين بالمدينة، وعلى من نزلوا، وقد انفرد في ذلك بجملة من المنازل لم يذكرها غيره.[86]
7. يذكر إن كان صاحب الترجمة من مهاجرة الحبشة في الهجرة الأولى أو الثانية، أو كلاهما.[87]
8. اعتنى بشكل خاص بذكر المؤاخاة بين المهاجرين والأنصار، وينص في كل ترجمة على ذلك، ويورد في ذلك نصوصاً مسندة، أوينقل عن غيره.[88]
9. اعتنى بشكل خاص بذكر المشاهد التي شهدها المترجم مهما كانت ترجمته قصيرة.[89]
10. يذكر وفاة المترجم له، وكم كان عمره عند موته، ويسوق أحياناً لأجل ذلك عدة روايات مع الترجيح عند الاختلاف كما فعل في تحديد سن عمر بن الخطاب عند موته.[90]
11. يذكر كيف غسّل، ومن صلّى عليه، وكم كبّر عليه، ومن نزل في قبره، ولم يلتزم بذلك في جميع التراجم.[91]
12. يعتني بذكر ثناء الصحابة على المتوفي إذا كان مشهوراً وذا مكانة خاصة كما فعل في ترجمة عمر، حيث ساق في ذلك نصوصاً كثيرة عن جمع من الصحابة.[92]
13. يعرض أحياناً لوصية المترجم، ويذكر ما جاء فيها، وقد يفرد لها باباً خاصاً.[93]
14. إن كان للمتوفي عقب نص على ذلك، وكذا إذا لم يكن له عقب.[94]
15. يعتني بذكر صفات المترجم الخَلْقية، كطوله أو قصره، أو وجهه وشعره، ونحو ذلك.[95]
16. يذكر أحياناً ما يتعلق بسيرة المترجم من زهده وورعه وعبادته، ونحو ذلك سيما إذا كان مشهوراً.[96]
17. يذكر أحياناً بعض ما يتعلق بلبـاس المترجم له، كلبس الخاتم مثلاً، ومن أي شيء هو، والعبارة التي نقشت عليه.[97]
18. إذا كان المترجم من الموالي نبّه على ذلك، وغالباً ما يصدر به الترجمة وكذا يفعل إذا كان المترجم من الحلفاء.[98]
19. أولى عنـايـة خـاصـة بـذكـر الأوائـل ممن أسـلم[99]، أو هاجر[100]، أو استشهد[101]، أو بايع.[102]
20. يذكر أحياناً بعض الوقائع والأحداث التي شارك فيها المترجم، أو كان له فيها رأي بارز، أو قتل بها.[103]
21. يذكر أحياناً رواية المترجم له عن بعض الصحابة، لا سيما عن الخلفاء الأربعة، أو بعضهم.[104]

تلك هو جملة العناصر التي ظهرت لي من خلال القسم الذي قمت بتخريجه، وهي تكاد تشتمل جميع الأمور التي تتعلق بجوانب حياة المترجم له ابتداء من نسبة إلى أن يلتحق بالرفيق الأعلى، وقد تفاوتت تلك التراجم من حيث الطول والقصر لدى المؤلف حسب توفر تلك العناصر في ترجمة الصحابي كمَّا وكيفاً.
وأما بالنسبة لترتيبه للنصوص داخل تلك التراجم، فلم يظهر لي أن المؤلف اتبع في ذلك منهجاً معيناً، وذلك أن موضوع الطبقات يختلف عن مقاصد التأليف الأخرى كالتأليف على طريقة الجوامع والسنن والمصنفات ونحوها، فهو ينتقي من المتون ما يتعلق بترجمة الصحابي غالباً، ويمكن إجمال الملحوظات في هذا الباب على النحو التالي:
1. الأحاديث والآثار الواردة في كتاب الطبقات ليست مقصودة بذاتها إنما جاء بها المؤلف لتخدم عناصر الترجمة عنده على النحو الذي ذكر سابقاً.
2. تتفاوت النصوص عنده كثرة وقلة، حسبما يتوفر لديه من مادة في تلك الترجمة، ففي ترجمة عمر بن الخطاب مثلاً في النصف الأخير منها - ذكر ثلاثة وستين نصاً، وفي ترجمة سعد بن معاذ ذكر ثمانية وأربعين نصـاً، ويقل هذا العدد في أغلب التراجـم ليصـل إلى نص أو نصين.[105]
3. لم يلتزم المؤلف بجمع النصوص وضمها تحت عنوان واحد في التراجم المطولة، حيث فعل ذلك في تراجم الخلفاء الأربعة مثلاً، وتركه في كثير من التراجم، كترجمة سعيد بن زيد بن عمرو بن نفيل[106]، وأبي عبيدة بن الجراح[107]، وسعد بن معاذ، وغيرهم.
4. لم يلتزم بذكر الروايات الصحيحة دون غيرها، بل يورد الصحيح والحسن والضعيف والواهي، وهذه لم يلتزم فيها بترتيب معين أيضاً، فقد يبدأ بالصحيح ثم الضعيف أو العكس.
5. تنوّعت الرويات عنده من مراسيل، وموقوفات، وبلاغات، ومقاطيع، دون التزام بترتيبها في الذكر.
6. يورد أحياناً تحت بعض التراجم أحاديث لا علاقة لها بالترجمة فيما يظهر.[108]

### طريقة ابن سعد في سرد المتون
فإنه بعد انتهاءه من سرد الإسناد المفرد أو الإسناد الجمعي يسوق المتن بتمامه، والمتون هذه على نوعين: متن لإسناد مفرد، وهو الغالب على الكتاب، ومتن لأسانيد مجموعة قد ينبه على أن حديث بعضهم دخل في حديث بعض، وأغلب الأحيان لا ينبه على ذلك.
وممكن إجمال طريقته في إيراد المتون في النقاط التالية:
1. يحافظ على ألفاظ شيوخه في المتون، كقوله:«أخبرنا وكيع بن الجراح ومحمد بن عبد الله الأسدي، عن سفيان، عن عاصم بن عبيد الله، عن سـالم، عن ابن عمر:» أن عمر كـفّن في ثلاثة أثواب«، قال وكيع: ثوبين سحوليين، وقال محمد بن عبد الله الأسـدي: صحاريين، وقميـص كان يلبسـه»، وكقوله:«أخبرنا يزيد بن هارون قال: ...» فساق خبراً في اجتماع أصحاب الشـورى ثم قال:«قال يزيـد: فيما أعلم».
2. لم يستخدم الألفاظ الاصطلاحية في الإحالة على المتون إلا نادراً كقوله«مثله».[110]
3. يشير أحياناً إلى ما وقع في المتن مخالفا للترجمة التي من أجلها ساق ذلك المتن، كقوله في ترجمة سواء بن غزية:«أخبرنا إسماعيل بن إبراهـيم، عن أيوب، عن الحسن: أن رسول الله رأى سواء بن عمـرو»، فقال ابن سـعد معقـباً على ذلك:«هكذا قال إسماعيل».[111]
4. يشير أحياناً إلى الشك الواقع في متن الحديث، وينص على الراوي الذي شك في ذلك، كقوله في ترجمة حارثة بن سراقة عند ما ساق حديث أنس يرفعه: » يا أم حارثة إنها ليست بجنّة واحدة، ولكنها جنـان كثيـرة، وإن حارثة لفي أفضـلها، أو قال: في أعلى الفردوس «، قال ابن سعد شك يزيد بن هارون.[112]
5. يعتني أحياناً بذكر اختلاف الألفاظ بين الرواة، وينسب كل لفظ إلى قائله، كقوله- عند سياقه لخبر وفاة إحدى بنات رسول الله وفيه:«فلما ماتت»- قال يزيد: زينب بنت رسول الله، وقال عفّان: رقية بنت رسول الله، وقال سليمان بن حرب: ابنة لرسول الله.[113]
6. يعتني أحياناً ببيان ما يقع في المتن من غريب أو مبهم أو مهمل، ونحوه.[114]
7. يقوم أحياناً بتقطيع الحديث إلى عدة أطراف على حسب تعلقه بالترجمة، كتقطيعه لحديث أنس بن مالك يرفعه:«أرحم أمتي بأمتي أبو بكر، وأشدهم في دين الله عمر، وأصدقهم حياء عثمان، وأفرضهم زيد بن ثابت، وأقرؤهم لكتاب الله أُبي بن كعب، وأعلمهم بالحلال والحرام معاذ بن جبل، ألا وإن لكل أمة أميناً، وأمين هذه الأمة أبو عبيدة بن الجراح»، حيث ذكر طرفاً منه في ترجمة أبي عبيدة بن الجراح[115]، وطرفاً في ترجمة أبي بن كعب[116]، وطرفا في ترجمة معاذ بن جبل.[117]
8. تعرض ابن سعد لنقد النصوص والترجيح بين النقول والروايات في مواطن متعددة في كتابه، وهذا النقد إما منه استقلالا، ويستخدم في التعبير عن ذلك عبارة«هذا وهل»[118]، وهي بمعنى الغلط والسهو[119]، وأكثر ما يستعملها في موضوع شهود الصحابة للغزوات مع رسول الله، أو ينقل عن شيخه الواقدي تعقباته على النصوص كقوله:«وهو الثبت عندنا»، أو «وهذا أثبت الأقاويل عندنا» ونحوها[120]، وغالباً ما يقره على ذلك، ومن الأمثلة على ذلك عندما تعرض للروايات الواردة في تحديد سن عمر بن الخطاب عند موته، حيث ذكر رواية معاوية(توفي عمر وهو ابن ثلاث وستين) - وهي في صحيح مسلم، فأعقبها بقوله:«ولا يعرف هذا الحديث عندنا بالمدينة»، ثم ساق بعد ذلك رواية زيد بن أسلم عن أبيه (توفي عمر وهو ابن ستين سنة)، وأعقبها بقوله:«وهذا أثبت الأقاويل عندنا».

### طريقة المؤلف في سوق الأسانيد والمتون
بالرغم من كون كتاب ابن سعد من كتب الطبقات التي تعنى بتراجم الصحابة- وغيرهم-، فإن مؤلّفه اعتنى بالإسناد عناية بالغة، واعتمده في أغلب المادة التي ساقها، وبالأخص في طبقات الصحابة ويمكن إبراز معالم سياقه للأسانيد في النقاط التالية:
1. استخدم صيغ الأداء المعروفة لدى المحدثين، فيصدر الأحاديث بكلمة (أخبرنا) غالباً في روايته عن شيوخه المباشرين، وأما في طبقة شيوخ شيوخه فيستخدم غالباً كلمة (حدّثنا) أو (حدّثني)، وقليلاً ما يستخدم كلمة (سمعت).
2. يحافظ في الغالب على كلمة (قال) قبل صيغ الأداء.
3. إذا جمع بين إسنادين أو أكثر من شيوخه، فإنه يصدّر الأول بقوله (أخبرنا)، ويعطف عليه اسم الآخر، دون إعادة لصيغة السماع.
4. غالباً ما يذكر اسم الراوي واسم أبيه، وقد التزم هذا في شيخه محمد بن عمر– هو الواقدي-، ولم ينسبه في كتابه هذا ولو مرة واحدة، حتى عابه بذلك ابن الصلاح حيث قال: «... وهو ثقة غير أنه كثير الرواية فيه عن الضعفاء، ومنهم الواقدي، وهو محمد ابن عمر الذي لا ينسبه».
5. يذكر أحياناً الكنية التي اشتهر بها الراوي، أو نسبته التي عرف بها، لا سيما في طبقة شيوخه، كقوله:«أخبرنا هشام أبو الوليد الطيالسي»، وقوله:«أخبرنا أبو معاوية الضرير»، وقوله:«أخبرنا محمد بن عبيد الطنافسي»، وقوله:«أخبرنا إسحاق بن سليمان الرازي».
6. يعتني أحياناً ببيان الأسماء التي تشترك مع غيرها في الاسم الأول والثاني، كقوله:«أخبرنا سليمان بن داود بن حصين»، ليميزه عن (سليمان ابن داود الطيالسي) صاحب المسند وإذا كان الراوي ليس يمشهور عرفه أكثر، كقوله مثلاً:«أخبرنا محمد بن عمر قال: حدثني عبد الملك بن زيد (من ولد سعيد بن زيد)».
7. يعتني أحياناً ببيان الأسماء المهملة، كقوله:«أخبرنا إسحاق بن يوسف الأزرق قال: أخبرنا عبد الملك (يعني ابن أبي سليمان)».
8. لم يستخدم ابن سعد التحويل بين الأسانيد- المعروفة لدى المحدثين- عند تعدد المتابعات، بل يعبر عن ذلك بقوله:(قالا) أو (قالوا) أو جميعاً).
9. إذا كانت النصوص التي أوردها عن شيوخ ساق أسانيده إليهم في أول الطبقات[121]، كالواقدي وابن إسحاق وموسى بن عقبة وأبي معشر، فإنه لا يعيد تلك الأسانيد، وإنما يعبر عنها بقوله:(قالوا)، وقد تكررت هذه الكلمة كثيراً في كتاب الطبقات.
10. استخدم ابن سعد الإسناد الجمعي في سياقه لمتن واحد على نطاق واسع دون تمييز لفظ هذا عن لفظ ذاك، وهو في ذلك مقلد لشيخه الواقدي، وهذا الصنيع قد أنكره العلماء على الواقدي[122]، وهو من المآخذ البارزة على ابن سعد؛ لأن من ذكر حديثهم في سياق واحد ليسوا على مرتبة واحدة في ميزان الجرح والتعديل، بل فيهم جماعة من الضعفاء والمجهولين- وفي مقدمتهم شيخه الواقدي-، وهذا المنهج استخدمه ابن سعد في الأحاديث والآثار التي يرويـها عن شـيوخه، بالإضافة إلى أسانيد شيخه الواقدي. ولعل السبب في هذا الصنيع من ابن سعد جمعه بين أسلوب الإخباريين وطريقة المحدثين.
11. يقرن في إسناده بين اثنين أو أكثر من شيوخه في مواطن متعددة، وأكثر ما وقفت عليـه من ذلك في هذا القـسم قرنه بين أربعـة شيوخ.
12. أسانيده رباعية في الغالب، ومنها ما هو خماسي، أو سداسي وقليل منها ثلاثي.
13. يعتني ببيان ما سمعه من شيوخه مباشرة، وما سمعه عنهم بواسطة، كقوله:«حدثنا سفيان بن عيينة قال: سمعت جعفر بن محمد يخبر عن أبيه، لعله إن شاء الله عن جابر»، ثم ساقه بعد ذلك فقال:«أخبرنا بعض أصحابنا، عن سفيان بن عيينة أنه سمع هذا الحديث عن جـعفر بن محمد، عن أبيـه، عن جـابر بن عبد الله، ولم يشك».
14. إذا وقع شك في صحابي الحديث حكاه كما هو، كقوله في ترجمة أبي طلحة الأنصاري:«أخبرنا محمد بن عبد الله الأسدي وقبيصة بن عقبة قالا: أخبرنا سفيان، عن عبد الله بن محمد بن عقيل، عن جابر أو عن أنس بن مالك».
15. لا يذكر أحياناً الواسطة بينه وبين من نقل عنه الخبر، كقوله:«أُخبرت عن هشيم»[123]، وقوله:«أخبرنا بعض أصحابنا، عن سفيان بن عيينة».